# 黒石えりか
黒石 えりか（くろいし えりか、1983年11月20日 - ）は、日本のタレント、女優、元グラビアアイドル。
茨城県出身。元オスカープロモーション所属で、現在はアーティストボックスに所属している。

## 略歴・人物
- 1991年、森高千里のPV「勉強の歌」でデビュー。
- 1999年、第4回「ミスヤングマガジン」グランプリ。
- 結婚により芸能界を一度引退。その後、育児が落ち着いたことを機に復帰した。
- 2歳上の兄がいる[2]。

## 出演

### テレビドラマ
- 聖夜に逢いたい 男女3組湾岸の夜（1997年12月23日、テレビ東京） - 飯島聡美 役
- 美少女新世紀 GAZER（1998年、テレビ朝日） - ミキ 役
- 女学生の友（2001年8月4日、BS-i） - 兵藤花音里 役
- 歓迎!ダンジキ御一行様 第7話（2001年12月8日、日本テレビ） - 茂子 役
- 美少女生活（2001年 - 2002年、MONDO21） - えりか 役
- インタラクTV ゴー!ゴー!マーケット（2002年4月 - 2003年3月、NHK-BShi） - 説明役・リモ子
- 貫太ですッ! 第34・35話（2003年8月14日・15日、東海テレビ） - さおり 役
- 女と愛とミステリー「温泉仲居探偵の事件簿2」（2003年10月12日、テレビ東京） - 芸者・志乃 役
- 恋を捨て夢に駆けた女〜エド・はるみ物語〜（2008年11月7日、フジテレビ） - 生意気な女客 役
- 龍馬伝 第2話（2010年1月10日、NHK） - しず 役
- BG〜身辺警護人〜 第7話（2018年3月1日、テレビ朝日）

### 映画
- ブギーポップは笑わない Boogiepop and Others（2000年3月11日、東映ビデオ） - 草津秋子 役
- 女学生の友（2001年7月14日、BS-i / オフィス・シロウズ） - 兵藤花音里 役
- 仄暗い水の底から（2002年1月19日、東宝） - 喜代美 役
- 呪怨2（2003年8月23日、東京テアトル / ザナドゥー） - 宏美 役

### 舞台
- 阿修羅城の瞳（2003年8月8日 - 9月28日、新橋演舞場ほか） - 樹真 役

### CM
- サントリー「ジョッキ生」（2008年）
- ダイナム（2009年）
- ヤフー「Yahoo!ショッピング もっともっと!祭り」（2010年）
- SBI損害保険「手間なく安くて安心篇」（2018年）[3]

### 広告
- 伊東園ホテルズ（2018年）
- ノーリツWebドラマ「ロボットお父さん」（2020年9月 - ） - ミス週刊少年マガジン2018の岡田佑里乃と共演[4]。